# Castillan de Madrid
Le Castillan de Madrid ou Espagnol de Madrid désigne l'ensemble des variétés dialectales du castillan parlées dans la cité de Madrid (capitale de l'Espagne), et dans un sens plus large dans l'Aire métropolitaine de Madrid.
Parmi les caractéristiques de ces variétés, nous avons:
- le yéisme, qui est un changement phonétique qui consiste à prononcer de manière identique < y > /ʝ̞/ ([ʝ̞]~[ɟ͡ʝ]~[d͡ʒ]~[ʒ]~[ʃ]), et le digraphe < ll > /ʎ/.
- l'aspiration des /s/ implosifs, particulièrement audible devant des consonnes vélaires : se ha escondido en el bosque sonne comme se ha ejcondi(d)o en el bojque.
- le laïsme.
- l'usage de certains argots comme le cheli.
- d'un point de vue sociolinguistique, et selon Alonso Zamora Vicente[réf. incomplète], la  tendance à voir avec sympathie les manières de parler du sud de la péninsule, et avec antipathie celles du nord.

## Sources
- (es) Cet article est partiellement ou en totalité issu de l’article de Wikipédia en espagnol intitulé « Castellano de Madrid » (voir la liste des auteurs).